# Apel·lació a l'autoritat
L'apel·lació a l'autoritat o argumentum ex auctoritate o sovint abreujat com ex auctoritate és una locució llatina que significa «argument per autoritat». Es tracta d'un fenomen discursiu en la retòrica i en discussions jurídiques quan la persona pretén tenir raó, per l'ofici de la seva autoritat o de la seva funció, com ex auctoritate imperatoris (per autoritat de l'emperador) sense haver-hi cap obligació de donar arguments o ex auctoritate legis («per autoritat de la llei»). En lloc de desenvolupar una motivació pròpia per una opinió o una tesi, s'apel·la a un autor o publicació respectada per l'assistència o el lectorat que defensa la mateixa idea. En la retòrica, el problema rau en l'acceptança, o no, pel públic de l'autor de l'argument d'autoritat citat, un risc que ja palesa en l'obra de Ciceró. Era un element clau en la filosofia escolàstica i neotomista i ensenya els seus límits quan es troben texts contradictoris d'autoritats aleshores reconegudes com la bíblia o l'obra d'Agustí d'Hipona, una font inexhaurible de discussions bizantines.